# المشروطية الأولى
المشروطية الأولى (بالتركية العثمانية: مشروطيت; بالتركية الحديثة: Birinci Meşrutiyet) شكل السُلطان العُثماني عبد الحميد الثاني لجنة باسم المجلس الخاص لتحضير وكتابة الدستور الأول للدولة، وأعلن هذا الدستور باسم القانون الأساسي في 23 ديسمبر 1876م وافتتح المجلس العمومي الذي يتكون من مجلس المبعوثان في 19 مارس 1877م. قام السُلطان بإحالة المجلس في 13 يونيو 1877م حتى إعلان المشروطية الثانية.